# 泉佐野市立長南中学校
泉佐野市立長南中学校（いずみさのしりつちょうなんちゅうがっこう）は、大阪府泉佐野市にある公立中学校。

## 出身者
- 室谷信雄（元吉本新喜劇）